# Olivier de Germay
Olivier Jacques Marie de Germay de Cirfontaine (ur. 18 września 1960 w Tours) – francuski duchowny katolicki, biskup Ajaccio w latach 2012–2020, arcybiskup metropolita Lyonu od 2020.

## Życiorys

### Prezbiterat
Święcenia kapłańskie otrzymał 17 maja 1998 i został inkardynowany do archidiecezji Tuluzy. Pracował głównie jako duszpasterz parafialny, był także m.in. wikariuszem biskupim dla okolic Tuluzy, wykładowcą tuluskiego instytutu katolickiego oraz diecezjalnym duszpasterzem rodzin.

### Episkopat
22 lutego 2012 papież Benedykt XVI mianował go ordynariuszem diecezji Ajaccio. Sakry biskupiej udzielił mu 14 kwietnia 2012 arcybiskup metropolita Marsylii – abp Georges Pontier. 
22 października 2020 papież Franciszek przeniósł go na urząd arcybiskupa metropolity Lyonu. Ingres do katedry św. Jana Chrzciciela w Lyonie odbył 20 grudnia 2020. 